# (29750) Chleborad
(29750) Chleborad est un astéroïde de la ceinture principale.

## Description
(29750) Chleborad est un astéroïde de la ceinture principale. Il fut découvert le 8 février 1999 à Fountain Hills (Arizona) par Charles W. Juels. Il présente une orbite caractérisée par un demi-grand axe de 2,43 UA, une excentricité de 0,07 et une inclinaison de 7,2° par rapport à l'écliptique.

## Compléments